# Rob Schroeder
 Rob Schroeder  (El Dorado (Arkansas), 11 de mayo de 1926-Dallas, 3 de diciembre de 2011) fue un piloto de carreras automovilísticas estadounidense que llegó a disputar una carrera de Fórmula 1.

## Fórmula 1
Rob Schroeder vivió en Medina (Wisconsin). Debutó en la octava carrera de la temporada 1962 (la decimotercera temporada de la historia) del campeonato del mundo de la Fórmula 1, disputando el 7 de octubre del 1962 en el GP de los Estados Unidos en el circuito de Watkins Glen. Acabó en la décima posición pero no consiguió ningún punto para el campeonato del mundo de pilotos.

## Resultados

### Fórmula 1
(Clave) (negrita indica pole position) (cursiva indica vuelta rápida)

| Año     | Escudería  | 1   | 2   | 3   | 4   | 5   | 6   | 7   | 8      | 9   | Pos. | Puntos |
| ------- | ---------- | --- | --- | --- | --- | --- | --- | --- | ------ | --- | ---- | ------ |
| 1962    | John Mecom | NED | MON | BEL | FRA | GBR | GER | ITA | USA 10 | RSA | NC   | 0      |
| Fuente: |            |     |     |     |     |     |     |     |        |     |      |        |